# Ogdoconta pulvilinea
Ogdoconta pulvilinea är en fjärilsart som beskrevs av William Schaus 1911. Ogdoconta pulvilinea ingår i släktet Ogdoconta och familjen nattflyn. Inga underarter finns listade i Catalogue of Life.